# Херберт Кикл
Херберт Кикл (Филах, 19. октобар 1968) аустријски је политичар. Од јуна 2021. председник је Слободарске партије Аустрије.

## Биографија
Рођен је 19. октобра 1968. у Филаху. Од 1987. до 1988. служио је војни рок у брдским трупама као једногодишњи добровољац. Потом је почео да студира новинарство и политичке науке на Универзитету у Бечу, а од 1989. филозофију и историју.